# Bulletin de la Société Linnéenne de Normandie
Bulletin de la Société Linnéenne de Normandie (abreviado Bull. Soc. Linn. Normandie) fue una revista ilustrada con descripciones botánicas que fue editada en Caen por la Société Linnéenne de Normandie desde el año 1855/1856 hasta 1864/1865.

## Publicación
- Ser. 1, Vols. 1-10, 1855/1856-1864/1865 [title page imprint date, 1866];
- ser. 2, vols. 1-10, 1866 [title page imprint date, 1868]-1875/1876;
- ser. 3, vols. 1-10, 1876/1877-1885/1886;
- ser. 4, vols. 1-10, 1886/1887-1896;
- ser. 5, vols. 1-10, 1897-1906 [title page imprint date, 1907];
- ser. 6, vols. 1-10, 1907-1917 [title page imprint dates, 1909, 1919;
- ser. 7, vols. 1-10, 1918-1927 [title page imprint dates, 1919, 1928];
- ser. 8, vols. 1-10, 1928-1937 [title page imprint dates, 1929, 1938];
- ser. 9, vols. 1-10, 1938/1939-1959 [title page imprint date, 1960];
- ser. 10, vol. 1+, 1960+ [title page imprint date, 1961]